# Vaccinium commutatum
Vaccinium commutatum är en ljungväxtart som beskrevs av D.J. Mabberley och Herman Otto Sleumer. Vaccinium commutatum ingår i Blåbärssläktet, och familjen ljungväxter. Inga underarter finns listade i Catalogue of Life.